# Lost in space (RMI)
Lost in space is een verzamelbox met zes compact discs van Radio Massacre International. De box bevat opnamen die nog niet eerder uitgegeven waren en dateren vanaf het begin van de band (toen nog DAS) tot en met tijdstip van uitgave. De box was slechts korte tijd verkrijgbaar en inmiddels uitverkocht.

## Musici
- Steve Dinsdale, Duncan Goddard, Gary Houghton – synthesizers, gitaar, basgitaar

## Muziek
| Nr. | Titel                                  | Duur  |
| --- | -------------------------------------- | ----- |
| 1.  | Roxette (opname 1988)                  | 4:28  |
| 2.  | Turkey hunt (opname 1989)              | 5:48  |
| 3.  | Wading through shit (opname 1990)      | 5:42  |
| 4.  | Zabs is ten (opname 1990)              | 4:53  |
| 5.  | Uno what time it is (opname 1991)      | 5:34  |
| 6.  | 80-bobness (opname 1991)               | 8:47  |
| 7.  | Been there (opname 1993)               | 9:54  |
| 8.  | Fever #23 (opname waarschijnlijk 1988) | 5:52  |
| 9.  | 200 Mushrooms (opname 1992)            | 24:52 |

| Nr. | Titel             | Duur  |
| --- | ----------------- | ----- |
| 1.  | Float (1993)      | 11:44 |
| 2.  | Greekscene (1993) | 2:04  |
| 3.  | Atlantis (1993)   | 21:22 |
| 4.  | Fini (1993)       | 28:50 |

| Nr. | Titel                  | Duur  |
| --- | ---------------------- | ----- |
| 1.  | ...& hout (1994)       | 0:32  |
| 2.  | Anemone (1994)         | 10:46 |
| 3.  | Frozen north II (1994) | 24:23 |
| 4.  | Retina flood (1994)    | 42:15 |

| Nr. | Titel         | Duur  |
| --- | ------------- | ----- |
| 1.  | Meta (1994/5) | 30:00 |
| 2.  | Never (1994)  | 2:31  |
| 3.  | Quarry (1995) | 24:15 |
| 4.  | Abbey (1995)  | 21:14 |

| Nr. | Titel                           | Duur  |
| --- | ------------------------------- | ----- |
| 1.  | Lifecycle of a frog (1996)      | 2:56  |
| 2.  | Radio music intermission (1996) | 1:32  |
| 3.  | Dragged down by the ston (1999) | 20:03 |
| 4.  | Titanic (1996)                  | 22:24 |
| 5.  | Tarn (1997)                     | 4:40  |
| 6.  | Measure acre (1999)             | 10:06 |
| 7.  | Jordan (1999)                   | 12:59 |

| Nr. | Titel                                   | Duur  |
| --- | --------------------------------------- | ----- |
| 1.  | Wintergreen (2002)                      | 27:32 |
| 2.  | Reactor at the edge of the world (2002) | 4:48  |
| 3.  | Electronic wasteland (2002)             | 22:21 |
| 4.  | Tattoo (2003)                           | 8:22  |
| 5.  | Interlude (2003)                        | 3:36  |
| 6.  | Damo (2003)                             | 8:18  |